# Thamnoldenlandia ambovombensis
Thamnoldenlandia ambovombensis är en måreväxtart som beskrevs av Groeninckx. Thamnoldenlandia ambovombensis ingår i släktet Thamnoldenlandia och familjen måreväxter. Inga underarter finns listade i Catalogue of Life.